# Роза (Тирингија)
Роза (њем. Rosa) општина је у њемачкој савезној држави Тирингија. Једно је од 65 општинских средишта округа Шмалкалден-Мајнинген. Према процјени из 2010. у општини је живјело 789 становника. Посједује регионалну шифру (AGS) 16066059.

## Географски и демографски подаци
Роза се налази у савезној држави Тирингија у округу Шмалкалден-Мајнинген. Општина се налази на надморској висини од 350 метара. Површина општине износи 9,4 km². У самом мјесту је, према процјени из 2010. године, живјело 789 становника. Просјечна густина становништва износи 84 становника/km².

## Међународна сарадња
| Мјесто | Држава | Врста сарадње | Од    |
| ------ | ------ | ------------- | ----- |
| Кошћан | Пољска | партнерство   | 1996. |
| Извор  |        |               |       |